# Ocean Heaven
Ocean Heaven (Brasil: Oceano no Céu / Portugal: Um Oceano no Céu) é um filme de 2010, dirigido por Xue Xiaolu e estrelado por Jet Li, o filme trata o tema do autismo e foi aclamado pela crítica internacional e asiática.

## Sinopse
A história do amor incansável de um pai pelo seu filho autista. Uma pessoa em cada mil nasce com autismo; como consequência, a China tem 1 milhão de pacientes autistas. Dafu é um deles: parece distraído, repete o que as pessoas lhe dizem, nada com maestria, mantém tudo em casa em lugares determinados e talvez não esteja totalmente ciente da morte de sua mãe, ocorrida há alguns anos. Trabalhando em um aquário, Sam Wong (Jet Li) mostra extremo cuidado e carinho com seu filho de 22 anos. Com a generosa ajuda de seus vizinhos, os dois vivem prosperamente. Porém, Wong compreende muito bem que um dia deixará o mundo e seu filho ficará sozinho. O que ele ainda não descobriu é que esse dia pode estar mais perto do que imagina.

## Elenco
- Jet Li - Sam Wong / Wang Xincheng
- Wen Zhang - David / Dafu
- Gwei Lun-mei - Ling
- Zhu Yuanyuan - Madam Chai
- Dong Yong - Diretor Tang
- Gao Yuanyuan - Sam Wong's deceased wife/Dafu's mother
- Yan Minqiu - Principal Liu
- Chen Rui - Xia Ya
- Ashton Chen
- Cao Bingkun
- Ma Zihan